# Медийна компания
Медийната компания е компания, която развива бизнес в масмедиите – телевизия, радио, вестници, списания, кино и Интернет.

## Медийни компании по света
Някои от най-големите медийни компании са:
- Bertelsmann
- Bonnier Group
- CJ Group
- Corus Entertainment
- Comcast
- Fininvest
- General Electric
- Grupo Globo
- Gruppo Editoriale L'Espresso
- Hearst Corporation
- ITI Group
- Korean Broadcasting System
- Lagardère Media
- Liberty Media
- Munhwa Broadcasting Corporation
- Neoformat
- News Corporation
- PRISA
- Schibsted
- Seoul Broadcasting System
- E. W. Scripps Company
- Sony
- Sun-Times Media Group
- Televisa
- The Times Group
- TV Azteca
- ViacomCBS
- Vivendi
- The Walt Disney Company

## Медийни компании в България
Някои от действащите компании в България са:
- Balkan News Corporation; FOX International Channels Bulgaria – Fox Life и Fox Crime. Baby TV, Utilisima
- Адванс Медиа Груп / Нова Броудкастинг Груп – Нова телевизия, Диема, Кино Нова, Диема Фемили, Нова Спорт, списание Eva.
- Central European Media Enterprises – bTV, bTV Cinema, bTV Comedy, bTV Action, RING.BG, bTV Radio, N-JOY, Z-Rock, Classic FM, Jazz FM, Melody.
- Нова Броудкастинг Груп – The Voice, радио Витоша, Magic FM и радио Веселина.
- Българска национална телевизия – БНТ 1, БНТ 2, БНТ Свят, БНТ HD.
- Българско национално радио – програма „Хоризонт“, програма „Христо Ботев“, радио Варна, радио Стара Загора, радио Пловдив, радио Шумен, радио Благоевград, радио София, радио Видин и радио България.